# Mead Treadwell
Mead Treadwell é um político dos Estados Unidos e ex vice-governador do Alasca, sendo o 13º vice-governador e é ex-presidente do Arctic Research Commission.

## Comissão de Pesquisa do Ártico
Treadwell foi nomeado para a Comissão em 2001, pelo presidente George W. Bush.
Treadwell foi chamado para depor perante o Congresso dos Estados Unidos em diversas ocasiões.
Em 20 de agosto de 2009, ele foi chamado antes da Subcomissão de Segurança Interna do Comitê do Senado sobre Dotações, quando fez uma viagem de campo para o Alasca. Durante seu depoimento Treadwell advertiu que o recém-anunciado moratória sobre a pesca comercial do Mar Beaufort fracassaria se não fosse acompanhado por moratórias semelhantes por Canadá e Rússia.

## Candidato a vice-governador
Em maio de 2010, Treadwell anunciou sua intenção de concorrer a vice-governador do Alaska. Ele deu suas razões principais para sua candidatura como frustração com uma preocupação do governo federal autoritário, para o Trans-Alaska Pipeline, e uma necessidade de diversificar a economia do Alasca através do comércio internacional. Treadwell ganhou em 24 agosto de 2010 a eleição primária republicana, com aproximadamente 53% dos votos, uma margem de mais de 22% sobre seu adversário mais próximo. Após sua vitórianas primárias, a campanha de Treadwell se juntou com a do governador republicano Sean Parnell.
Treadwell enfrentou Diane E. Benson na eleição geral em novembro de 2010. Parnell e Treadwell derrotou seus adversários democratas por cerca de vinte pontos.
Treadwell foi empossado como vice-governador do Alasca, em 06 de dezembro de 2010.

## Vida pessoal
Mead nasceu em New Haven, Connecticut e cresceu em Newtown, Connecticut. Ele se mudou para o Alasca depois de um estágio com o governador Wally Hickel, que despertou seu interesse no Norte. Ele é graduado pela Universidade de Yale, na turma de 1978, após o qual trabalhou para Hickel como auxiliar por dois anos. Ele foi contratado pela empresa de Hickel, a Yukon Pacific Corporation, como Vice-Presidente e Tesoureiro. Yukon-Pacífico foi fundada para investigar a possibilidade de construção de um gasoduto trans-Alaska. Treadwell se casou com sua esposa, Carol, e juntos tiveram três filhos, dois filhos, Tim, Will, e uma filha, Natalie. Carol morreu em 2002 de câncer. Mead é ativo na Igreja Católica.

## Negócios
Treadwell foi envolvido em inúmeros empreendimentos de sucesso e é um membro proeminente da comunidade de negócios do Alasca. Treadwell é presidente e CEO da Venture Ad Astra, uma empresa que desenvolve em Anchorage geoespaciais e de produtos de imagem. Ele também é co-fundador da empresa Digimark listada na NASDAQ e é um presidente anterior do Immersive Media Corporation (IMC), empresa notável que desenvolve câmeras usadas para a Street View da Google e serviços Mapa da Quest View de 360 graus.